# Фердинанди, Винченцо
Винченцо Фердинанди (итал. Vincenzo Ferdinandi; 29 ноября 1920, Ньюарк, Нью-Джерси, США — 22 апреля 1990, Рим, Италия) — итальянский модельер американского происхождения, один из основателей «высокой моды» в Италии.

## Биография
Фердинанди был одним из первых итальянских дизайнеров высокой моды, которые конкурировали с французами на международной арене. В 1949 году он был в Париже по приглашению знаменитого Кристиана Диора для стилистического сотрудничества с французским домом моды.
В начале 1950-х годов переехал в Италию, чтобы открыть ателье в Риме на улице Виа Венето, известной благодаря многочисленным кафе, магазинам и гостиницам, которые посещали многие знаменитости.
В 1952 году принял участие в первом историческом показе высокой моды в Палаццо Питти во Флоренция.
В 1953 году вместе с другими великими дизайнерами того времени (включая Эмилио Шуберта и Фонтана) основал Синдикат итальянский высокой моды (SIAM - Sindacato Italiano Alta Moda), позже ставший Национальной палатой итальянской моды.
Vogue USA посвящает ему обложку, специализированные журналы о моде и промышленности, включая Harper's Bazaar и Marie Claire, часто писали о Фердинанди. Его одежду носили известные актрисы и модели тех лет, в том числе Ингрид Бергман, Ронда Флеминг, Вирна Лизи, Джина Лоллобриджида, Элиет фон Караян, Дженнифер Джонс, Мэй Бритт, Айви Николсон, Сильва Косцина, Люсия Бозе, Марта Марзотто и очень молодая Эльза Мартинелли. Вопреки условностям того времени (это было в начале пятидесятых), он первым показал на показе мод афроамериканскую девушку, молодую модель Долорес Франсин Рейни.
В 2014 году музей Макси в Риме в рамках выставки «Беллиссима» причислил его к числу пионеров итальянской моды.